# 直流溅射
在直流溅射中，在靶和待涂覆的基板之间施加几百伏的直流电压，因此它也被称为直流电压溅射。

## 作用原理
靶形成负电极，基板形成带正电电极。通过使用（例如，作为稀有气体的原子碰撞电离氩气）形成在一个气体空间的等离子体（氩低压等离子体），带负电荷的电子和带正电荷气体离子诸如Ar的组件，或通过在基片的方向上施加的直流电压目标。它在目标上遇到永久的正离子流; 因此名称叫直流溅射，直流或直流溅射。在与目标颗粒撞击时，通过动量传递从目标喷射粒子，该动量传递在基板方向上远离目标移动并在那里作为薄层沉积（沉积）。
该方法的主要缺点是它只能用于导电靶材料。对于电绝缘材料，将通过目标和基板的新电荷载体的恒定供应来充电，因此补偿直流电压场并阻碍溅射过程，因为随后的离子将被电击穿。另外，可实现的溅射速率以及因此涂覆速率相对较低，因为在所使用的低压等离子体中仅形成少量溅射气体离子。
上述双电极变体也称为直流二极管溅射。另外，还存在诸如直流三极管溅射的其他形式，其中靶被布置为等离子体室外部的第三电极。以这种方式，等离子体产生和溅射过程可以解开耦合。